# Margaret Whiting
Margaret Whiting (22 de julho de 1924 - 10 de janeiro de 2011) foi uma cantora norte-americana. Especializada em música popular e country, seus maiores sucessos são dos anos 1940 e 1950.

## Discografia

### Álbuns
| Ano  | Álbum                                           | US Pop LPs | Selo       |
| ---- | ----------------------------------------------- | ---------- | ---------- |
| 1949 | South Pacific (com Peggy Lee & Gordon MacRae)   | 4          | Capitol    |
| 1950 | Margaret Whiting Sings Rodgers and Hart         |            | Capitol    |
| 1954 | Love Songs by Margaret Whiting                  |            | Capitol    |
| 1956 | Margaret Whiting Sings for the Starry-Eyed      |            | Capitol    |
| 1957 | Goin' Places                                    |            | Dot        |
| 1958 | Margaret                                        |            | Dot        |
| 1959 | Margaret Whiting's Great Hits                   |            | Dot        |
|      | Ten Top Hits                                    |            | Dot        |
| 1960 | Just a Dream                                    |            | Dot        |
|      | Margaret Whiting Sings the Jerome Kern Songbook |            | Verve      |
|      | Broadway, Right Now! (com Mel Tormé)            |            | Verve      |
| 1961 | Past Midnight                                   |            | MGM        |
| 1967 | The Wheel of Hurt                               | 109        | London     |
| 1967 | Maggie Isn't Margaret Anymore                   |            | London     |
| 1968 | Pop Country                                     |            | London     |
| 1980 | Too Marvelous for Words                         |            | Audiophile |
| 1982 | Come a Little Closer                            |            | Audiophile |
| 1985 | The Lady's in Love with You                     |            | Audiophile |
| 1991 | Then and Now                                    |            | DRG        |

### Singles
Lados B não relacionados não mostrados
| Ano  | Single (lado A, lado B) Ambos os lados do mesmo álbum, exceto onde indicado                                    | Artista Colaborador                    | Posições na tabela | Posições na tabela            | Posições na tabela | Álbum                                            |
| Ano  | Single (lado A, lado B) Ambos os lados do mesmo álbum, exceto onde indicado                                    | Artista Colaborador                    | Pop                | Hot Country Songs (Billboard) | AC                 | Álbum                                            |
| ---- | --- | -------------------------------------- | ------------------ | ----------------------------- | ------------------ | ------------------------------------------------ |
| 1942 | "That Old Black Magic" b/w "Hit the Road to Dreamland"                                                         | Freddie Slack & His Orchestra          | 10                 | –                             | –                  | Faixas que não são do álbum                      |
| 1944 | "Silver Wings in the Moonlight" b/w "Furlough Fling"                                                           | Freddie Slack & His Orchestra          | 19                 | –                             | –                  | Faixas que não são do álbum                      |
| 1944 | "My Ideal" | Billy Butterfield & His Orchestra      | 12                 | –                             | –                  | Margaret Whiting Sings (10" LP)                  |
| 1944 | "Moonlight in Vermont"                                                                                         | Billy Butterfield & His Orchestra      | 15                 | –                             | –                  | Love Songs                                       |
| 1945 | "It Might as Well Be Spring" b/w "How Deep Is the Ocean?" (faixa não pertencente ao álbum))                    | Paul Weston & His Orchestra            | 6                  | –                             | –                  | Margaret Whiting Sings (10" LP)                  |
| 1946 | "All Through the Day" /                                                                                        | Carl Kress orchestra                   | 11                 | –                             | –                  | Faixas que não são do álbum                      |
| 1946 | "In Love in Vain"                                                                                              | Carl Kress orchestra                   | 12                 | –                             | –                  | Faixas que não são do álbum                      |
| 1946 | "Come Rain or Come Shine" b/w "Can't Help Lovin' Dat Man" (faixa não pertencente ao álbum))                    | Paul Weston orchestra                  | 17                 | –                             | –                  | Love Songs                                       |
| 1946 | "Along with Me" b/w "When You Make Love to Me"                                                                 | Jerry Gray orchestra                   | 13                 | –                             | –                  | Faixas que não são do álbum                      |
| 1946 | "Passe" b/w "For You, For Me, For Evermore"                                                                    | Jerry Gray orchestra                   | 12                 | –                             | –                  | Faixas que não são do álbum                      |
| 1946 | "Guilty" / | Jerry Gray orchestra                   | 4                  | –                             | –                  | Margaret Whiting Sings (10" LP)                  |
| 1946 | "Oh, But I Do"                                                                                                 | Jerry Gray orchestra                   | 7                  | –                             | –                  | Faixas que não são do álbum                      |
| 1947 | "Beware My Heart" b/w "What Am I Gonna Do About You"                                                           | Frank De Vol orchestra                 | 21                 | –                             | –                  | Faixas que não são do álbum                      |
| 1947 | "Spring Isn't Everything" b/w "Time After Time"                                                                | Frank De Vol orchestra                 | –                  | –                             | –                  | Faixas que não são do álbum                      |
| 1947 | "Old Devil Moon" /                                                                                             | Frank De Vol orchestra                 | 11                 | –                             | –                  | Margaret Whiting Sings (10" LP)                  |
| 1947 | "Ask Anyone Who Knows"                                                                                         | Frank De Vol orchestra                 | 21                 | –                             | –                  | Non-album track                                  |
| 1947 | "Little Girl Blue" b/w "Thou Swell"                                                                            | Frank De Vol orchestra                 | 25                 | –                             | –                  | Margaret Whiting Sings Rodgers and Hart (10" LP) |
| 1947 | "Don't Tell Me" b/w "What Are You Doing New Year's Eve?"                                                       | Frank De Vol orchestra                 | –                  | –                             | –                  | Faixas que não são do álbum                      |
| 1947 | "You Do" b/w "My Future Just Passed"                                                                           | Frank De Vol orchestra                 | 5                  | –                             | –                  | Faixas que não são do álbum                      |
| 1947 | "Lazy Countryside" /                                                                                           | Frank De Vol orchestra                 | 21                 | –                             | –                  | Faixas que não são do álbum                      |
| 1947 | "So Far" | Frank De Vol orchestra                 | 14                 | –                             | –                  | Faixas que não são do álbum                      |
| 1947 | "Pass That Peace Pipe" /                                                                                       | Frank De Vol orchestra                 | 8                  | –                             | –                  | Faixas que não são do álbum                      |
| 1948 | "Let's Be Sweethearts Again"                                                                                   | Frank De Vol orchestra                 | 22                 | –                             | –                  | Faixas que não são do álbum                      |
| 1948 | "But Beautiful" /                                                                                              | Frank De Vol orchestra                 | 21                 | –                             | –                  | Faixas que não são do álbum                      |
| 1948 | "Now Is The Hour"                                                                                              | Frank De Vol orchestra                 | 2                  | –                             | –                  | Faixas que não são do álbum                      |
| 1948 | "What's Good About Goodbye" b/w "Gypsy in My Soul" (de Margaret Whiting Sings 10" LP)                          | Frank De Vol orchestra                 | 29                 | –                             | –                  | Faixas que não são do álbum                      |
| 1948 | "Please Don't Kiss Me" b/w "April Showers" (de Margaret Whiting Sings 10" LP)                                  | Frank De Vol orchestra                 | 23                 | –                             | –                  | Faixas que não são do álbum                      |
| 1948 | "It's You or No One" b/w "Nobody But You"                                                                      | Frank De Vol orchestra                 | –                  | –                             | –                  | Faixas que não são do álbum                      |
| 1948 | "A Tree in the Meadow" b/w "I'm Sorry But I'm Glad" (faixa não pertencente ao álbum)                           | Frank De Vol orchestra                 | 1                  | –                             | –                  | Love Songs                                       |
| 1948 | "What Did I Do" b/w "Heat Wave" (de Margaret Whiting Sings 10" LP)                                             | Frank De Vol orchestra                 | –                  | –                             | –                  | Faixas que não são do álbum                      |
| 1948 | "Far Away Places" b/w "My Own True Love"                                                                       | Frank De Vol orchestra                 | 2                  | –                             | –                  | Faixas que não são do álbum                      |
| 1948 | "My Dream Is Yours" b/w "While the Angelus Was Ringing"                                                        | Frank De Vol orchestra                 | –                  | –                             | –                  | Faixas que não são do álbum                      |
| 1949 | "Forever and Ever" b/w "Dreamer with a Penny"                                                                  | Frank De Vol orchestra                 | 5                  | –                             | –                  | Faixas que não são do álbum                      |
| 1949 | "It's a Big, Wide, Wonderful World"                                                                            | Jack Smith                             | –                  | –                             | –                  | Faixas que não são do álbum                      |
| 1949 | "Comme Ci, Comme Ca" b/w "Great Guns"                                                                          |                                        | –                  | –                             | –                  | Faixas que não são do álbum                      |
| 1949 | "When Is Sometime" b/w "Story of My Life"                                                                      |                                        | –                  | –                             | –                  | Faixas que não são do álbum                      |
| 1949 | "A Wonderful Guy" b/w "Younger Than Springtime"                                                                |                                        | 12                 | –                             | –                  | Love Songs                                       |
| 1949 | "Baby, It's Cold Outside" b/w "I Never Heard You Say"                                                          | Johnny Mercer                          | 3                  | –                             | –                  | Faixas que não são do álbum                      |
| 1949 | "Slippin' Around" /                                                                                            | Jimmy Wakely                           | 1                  | 1                             | –                  | Faixas que não são do álbum                      |
| 1949 | "Wedding Bells"                                                                                                | Jimmy Wakely                           | 30                 | 6                             | –                  | Faixas que não são do álbum                      |
| 1949 | "Everytime I Meet You" b/w "It Happens Every Spring"                                                           |                                        | –                  | –                             | –                  | Faixas que não são do álbum                      |
| 1949 | "Let's Take an Old-Fashioned Walk" b/w "Paris Wakes Up and Smiles"                                             | Frank De Vol orchestra                 | –                  | –                             | –                  | Faixas que não são do álbum                      |
| 1949 | "Dime a Dozen" b/w "Whirlwind"                                                                                 | Frank De Vol orchestra                 | 19                 | –                             | –                  | Faixas que não são do álbum                      |
| 1949 | "St. Louis Blues" b/w "It's a Most Unusual Day"                                                                | Frank De Vol orchestra                 | –                  | –                             | –                  | Faixas que não são do álbum                      |
| 1949 | "Festival of Roses" b/w "Three Rivers"                                                                         | Frank De Vol orchestra                 | –                  | –                             | –                  | Faixas que não são do álbum                      |
| 1949 | "The Sun Is Always Shining" b/w "Sorry"                                                                        | Frank De Vol orchestra                 | –                  | –                             | –                  | Faixas que não são do álbum                      |
| 1949 | "Lucky Us" b/w "Ain't We Got Fun"                                                                              | Bob HopeBilly May orchestra            | –                  | –                             | –                  | Faixas que não são do álbum                      |
| 1949 | "I'll Never Slip Around Again" b/w "Six Times a Week and Twice on Sunday"                                      | Jimmy Wakely                           | 8                  | 2                             | –                  | I'll Never Slip Around Again                     |
| 1949 | "Have Yourself a Merry Little Christmas" b/w "Mistletoe Kiss Polka"                                            | Frank De Vol orchestra B: The Mellomen | –                  | –                             | –                  | Faixas que não são do álbum                      |
| 1950 | "Broken Down Merry Go Round" /                                                                                 | Jimmy Wakely                           | 12                 | 2                             | –                  | Faixas que não são do álbum                      |
| 1950 | "The Gods Were Angry With Me"                                                                                  | Jimmy Wakely                           | 17                 | 3                             | –                  | Faixas que não são do álbum                      |
| 1950 | "You're an Old Smoothie" b/w "He's Funny That Way"                                                             |                                        | –                  | –                             | –                  | Love Songs                                       |
| 1950 | "I Said My Pajamas (and Put on My Prayers)" b/w "Be Mine"                                                      | Frank De Vol                           | 21                 | –                             | –                  | Faixas que não são do álbum                      |
| 1950 | "My Foolish Heart" b/w "Stay with the Happy People"                                                            | Frank DeVol orchestra                  | 17                 | –                             | –                  | Faixas que não são do álbum                      |
| 1950 | "Let's Go to Church (Next Sunday Morning)" b/w "Why Do You Say Those Things"                                   | Jimmy Wakely                           | 13                 | 2                             | –                  | Faixas que não são do álbum                      |
| 1950 | "A-Razz-a-Ma-Tazz" b/w "I Gotta Get Out of the Habit"                                                          | Frank De Vol & Les Baxter Chorus       | –                  | –                             | –                  | Faixas que não são do álbum                      |
| 1950 | "Shawl of Calway Grey" b/w "If You Were Only Mine"                                                             |                                        | –                  | –                             | –                  | Faixas que não são do álbum                      |
| 1950 | "Blind Date" b/w "Home Cookin'"                                                                                | Bob Hope                               | 16                 | –                             | –                  | Faixas que não são do álbum                      |
| 1950 | "Close Your Pretty Eyes" b/w "Fool's Paradise" (faixa não pertencente ao álbum))                               | Jimmy Wakely                           | –                  | –                             | –                  | I'll Never Slip Around Again                     |
| 1950 | "I Didn't Know What Time It Was b/w "This Can't Be Love"                                                       | Frank De Vol orchestra                 | –                  | –                             | –                  | Margaret Whiting Sings Rodgers and Hart (10" LP) |
| 1950 | "I've Forgotten You" b/w "You're Mine, You"                                                                    | Les Baxter Chorus                      | –                  | –                             | –                  | Faixas que não são do álbum                      |
| 1950 | "Friendly Star" b/w "Let's Do It Again"                                                                        | Frank De Vol orchestra                 | –                  | –                             | –                  | Faixas que não são do álbum                      |
| 1950 | "I'm In Love With You" b/w "Don't Rock The Boat Dear"                                                          | Dean Martin                            | –                  | –                             | –                  | Faixas que não são do álbum                      |
| 1950 | "I've Never Been In Love Before" b/w "The Best Thing For You" (faixa não pertencente ao álbum)                 | Frank De Vol orchestra                 | –                  | –                             | –                  | Love Songs                                       |
| 1950 | "A Bushel and A Peck" b/w "Beyond The Reef"                                                                    | Jimmy Wakely                           | 6                  | 6                             | –                  | Faixas que não são do álbum                      |
| 1950 | "Christmas Candy" b/w "Silver Bells"                                                                           | Jimmy Wakely                           | –                  | –                             | –                  | Faixas que não são do álbum                      |
| 1951 | "Once You Find Your Guy" b/w "A Man Is Nothing But A Wolf"                                                     |                                        | –                  | –                             | –                  | Faixas que não são do álbum                      |
| 1951 | "Let's Go To Church (Next Sunday Morning)" b/w "Easter Parade" (faixa não pertencente ao álbum)                | Jimmy Wakely                           | –                  | –                             | –                  | I'll Never Slip Around Again                     |
| 1951 | "Faithful" b/w "Lonesome Gal"                                                                                  | Frank De Vol orchestra                 | –                  | –                             | –                  | Faixas que não são do álbum                      |
| 1951 | "Sing You Sinners" b/w "You Are The One"                                                                       |                                        | –                  | –                             | –                  | Faixas que não são do álbum                      |
| 1951 | "Make The Man Love Me" b/w "We Kiss In A Shadow"                                                               | Lou Busch orchestra                    | –                  | –                             | –                  | Faixas que não são do álbum                      |
| 1951 | "Something Wonderful" b/w "Hello Young Lovers"                                                                 | Lou Busch orchestra                    | –                  | –                             | –                  | Faixas que não são do álbum                      |
| 1951 | "When You and I Were Young, Maggie, Blues" b/w "Till We Meet Again" (faixa não pertencente ao álbum)           | Jimmy Wakely                           | 20                 | 7                             | –                  | I'll Never Slip Around Again                     |
| 1951 | "Everlasting" b/w "The End Of A Love Affair"                                                                   | Lou Busch orchestra                    | –                  | –                             | –                  | Faixas que não são do álbum                      |
| 1951 | "Good Morning, Mr. Echo" b/w "River Road Two-Step"                                                             | Lou Busch orchestra                    | 14                 | –                             | –                  | Faixas que não são do álbum                      |
| 1951 | "I Don't Want To Be Free" b/w "Let's Live A Little" (faixa não pertencente ao álbum)                           | Jimmy Wakely                           | –                  | 5                             | –                  | I'll Never Slip Around Again                     |
| 1952 | "I'll Walk Alone" b/w "I Could Write A Book"                                                                   | Lou Busch orchestra                    | 29                 | –                             | –                  | Faixas que não são do álbum                      |
| 1952 | "Outside Of Heaven" b/w "Alone Together"                                                                       | Lou Busch orchestra                    | 22                 | –                             | –                  | Faixas que não são do álbum                      |
| 1953 | "Try Me One More Time" b/w "Foggy River"                                                                       |                                        | –                  | –                             | –                  | Faixas que não são do álbum                      |
| 1953 | "Why Don't You Believe Me?" b/w "Come Back To Me, Johnny"                                                      | Lou Busch orchestra                    | 29                 | –                             | –                  | Faixas que não são do álbum                      |
| 1953 | "Singing Bells" b/w "Take Care, My Love"                                                                       | Lou Busch orchestra                    | –                  | –                             | –                  | Faixas que não são do álbum                      |
| 1953 | "Gomen-Nasai" b/w "I Learned To Love You Too Later" (de I'll Never Slip Around Again)                          | Jimmy Wakely                           | –                  | –                             | –                  | Faixas que não são do álbum                      |
| 1953 | "Something Wonderful Happens" b/w "Where Did He Go"                                                            |                                        | –                  | –                             | –                  | Faixas que não são do álbum                      |
| 1953 | "The Night Holds No Fear (For The Lover)" b/w "I Just Love You"                                                |                                        | –                  | –                             | –                  | Faixas que não são do álbum                      |
| 1953 | "There's A Silver Moon On The Golden Gate" b/w "The Tennessee Church Bells"                                    | Jimmy Wakely                           | –                  | –                             | –                  | Faixas que não são do álbum                      |
| 1954 | "Moonlight In Vermont" nova versão                                                                             | Lou Busch orchestra                    | 29                 | –                             | –                  | Faixas que não são do álbum                      |
| 1954 | "Joey" b/w "Ask Me"                                                                                            | Nelson Riddle orchestra                | –                  | –                             | –                  | Faixas que não são do álbum                      |
| 1954 | "An Affair Of The Heart" b/w "How Long Has It Been"                                                            | Nelson Riddle orchestra                | –                  | –                             | –                  | Faixas que não são do álbum                      |
| 1954 | "All I Want Is All There Is and Then Some" b/w "Can This Be Love"                                              | Nelson Riddle orchestra                | –                  | –                             | –                  | Faixas que não são do álbum                      |
| 1954 | "My Own True Love" b/w "My Son, My Son"                                                                        | Nelson Riddle orchestra                | –                  | –                             | –                  | Faixas que não são do álbum                      |
| 1954 | "It's Nice To Have You Here" b/w "I Speak to the Stars"                                                        | Nelson Riddle orchestra                | –                  | –                             | –                  | Faixas que não são do álbum                      |
| 1955 | "Allah Be Prais'd" b/w "Stowaway"                                                                              | –                                      | –                  | –                             |                    | Faixas que não são do álbum                      |
| 1955 | "A Man" b/w "Mama's Pearls"                                                                                    | David Cavanaugh orchestra              | –                  | –                             | –                  | Faixas que não são do álbum                      |
| 1955 | "Lover Lover (Never Leave Me)" b/w "A Kiss You A Million Times"                                                | Frank De Vol                           | –                  | –                             | –                  | Faixas que não são do álbum                      |
| 1956 | "Old Enough" b/w "Second Time In Love"                                                                         | Frank De Vol                           | –                  | –                             | –                  | Faixas que não são do álbum                      |
| 1956 | "True Love" b/w "Haunting Love"                                                                                | A: Buddy Bregman B: Frank De Vol       | –                  | –                             | –                  | Faixas que não são do álbum                      |
| 1956 | "The Money Tree" b/w "Maybe I Love Him"                                                                        | Billy May orchestra                    | 20                 | –                             | –                  |                                                  |
| 1957 | "Speak For Yourself John" b/w "Kill Me With Kisses"                                                            | Billy Vaughn orchestra                 | –                  | –                             | –                  | Just A Dream                                     |
| 1957 | "I Can't Help It (If I'm Still in Love with You)" b/w "That's Why I Was Born" (faixa não pertencente ao álbum) | A: Billy Vaughan B: Milton Rogers      | 74                 | –                             | –                  | Margaret                                         |
| 1957 | "Silver Bells" b/w "Christmas Candy"                                                                           | Jimmy Wakely                           | –                  | –                             | –                  | Faixas que não são do álbum                      |
| 1958 | "I'm So Lonesome I Could Cry" b/w "Hot Spell" (de Just A Dream)                                                | –                                      | –                  | –                             | –                  | Margaret                                         |
| 1958 | "Just A Dream" b/w "Pretty-Eyed Baby"                                                                          | –                                      | –                  | –                             | –                  | Just A Dream                                     |
| 1958 | "I Love You Because" b/w "The Waiting Game" (de Just A Dream)                                                  | –                                      | –                  | –                             | –                  | Margaret                                         |
| 1959 | "I'm Alone Because I Love You" b/w "Top Of The Moon"                                                           | –                                      | –                  | –                             | –                  | Just A Dream                                     |
| 1959 | "Half As Much" b/w "My Ideal"                                                                                  | –                                      | –                  | –                             | –                  | Non-album tracks                                 |
| 1960 | "Why Was I Born" b/w "You Couldn't Be Cuter"                                                                   | –                                      | –                  | –                             | –                  | Margaret Whiting Sings The Jerome Kern Songbook  |
| 1961 | "What's New At The Zoo" b/w "Hey, Look Me Over"                                                                | Mel Torme                              | –                  | –                             | –                  | Broadway, Right Now!                             |
| 1961 | "On Second Thought" b/w "Who Can? You Can!"                                                                    | –                                      | –                  | –                             | –                  | Faixas que não são do álbum                      |
| 1966 | "Somewhere There's Love" b/w "If This Is Goodbye" (from Maggie Isn't Margaret Anymore)                         | –                                      | –                  | –                             | 29                 | The Wheel Of Hurt                                |
| 1966 | "The Wheel Of Hurt" b/w "Nothing Lasts Forever"                                                                | Arnold Goland orchestra                | 26                 | –                             | 1                  | The Wheel Of Hurt                                |
| 1967 | "Just Like A Man" b/w "The World Inside Your Arms" (de The Wheel Of Hurt)                                      | –                                      | 132                | –                             | 29                 | Maggie Isn't Margaret Anymore                    |
| 1967 | "Only Love Can Break A Heart" b/w "Where Do I Stand" (from The Wheel Of Hurt)                                  | Arnold Goland orchestra                | 96                 | –                             | 4                  | Maggie Isn't Margaret Anymore                    |
| 1967 | "I Almost Called Your Name" b/w "Let's Pretend" (faixa não pertencente ao álbum)                               | –                                      | 108                | –                             | 4                  | Pop Country                                      |
| 1968 | "I Hate To See Me Go" /                                                                                        | –                                      | 127                | –                             | 27                 | Pop Country                                      |
| 1968 | "It Keeps Right On A-Hurtin'"                                                                                  | –                                      | 115                | –                             | 28                 | Pop Country                                      |
| 1968 | "Faithfully" b/w "Am I Losing You" (de Pop Country)                                                            | –                                      | 117                | –                             | 19                 | Faixas que não são do álbum                      |
| 1968 | "Can't Get You Out Of My Mind" b/w "Maybe Just One More"                                                       | –                                      | 124                | –                             | 11                 | Faixas que não são do álbum                      |
| 1969 | "Where Was I" b/w "Love's The Only Answer"                                                                     | –                                      | –                  | –                             | 24                 | Faixas que não são do álbum                      |
| 1969 | "At The Edge Of The Ocean" b/w "Love Has A Way"                                                                | –                                      | –                  | –                             | –                  | Faixas que não são do álbum                      |
| 1970 | "(Z Theme) Life Goes On" b/w "By Now"                                                                          | –                                      | –                  | –                             | 14                 | Faixas que não são do álbum                      |
| 1970 | "Until It's Time For You To Go" b/w "I'll Tell Him Today"                                                      | –                                      | –                  | –                             | 32                 | Faixas que não são do álbum                      |